# Margarinotus bueckingi
Margarinotus bueckingi är en skalbaggsart som först beskrevs av Heinrich Bickhardt 1918.  Margarinotus bueckingi ingår i släktet Margarinotus och familjen stumpbaggar. Inga underarter finns listade i Catalogue of Life.